# スネーク・アイズ (1993年の映画)
『スネーク・アイズ』（Dangerous Game）は、1993年のアメリカ合衆国の映画である。アベル・フェラーラ監督の11作目の長編映画で、出演はハーヴェイ・カイテル、マドンナ、ジェームズ・ルッソなど。映画監督エディ（カイテル）と、エディの作品に夫婦役で主演することとなったジェニングス（マドンナ）とバーンズ（ルッソ）が、次第に映画と現実との区別を見失っていくさまを描いたドラマ映画である。

## キャスト
※括弧内はVHS版の日本語吹替。
- エディ・イズラエル - ハーヴェイ・カイテル（稲葉実）
- サラ・ジェニングス - マドンナ（松本梨香）
- フランシス・バーンズ - ジェームズ・ルッソ（田中正彦）
- マドリン・イズラエル - ナンシー・フェラーラ（藤生聖子）
- トミー - ライリー・マーフィー